# آنتونیو بوئرو بایخو
آنتونیو بوئرو بایخو (اسپانیایی: Antonio Buero Vallejo‎) (۲۹ سپتامبر ۱۹۱۶ – ۲۹ آوریل ۲۰۰۰) نمایش‌نامه‌نویس اهل اسپانیا بود. همراه فدریکو گارسیا لورکا و رامون ماریا دل بایه اینکلان از تحول‌آفرینانِ ادبیاتِ نمایشی اسپانیا در قرن بیستم منظور می‌شود. فعالیت او در عرصهٔ تئاتر که از ۱۹۴۹ و با اجرای داستان یک پلکان آغاز شد، تا اجرای آخرین اثرش مأموریت به دهکدۀ متروک، در ۱۹۹۹، پنجاه سال بی‌وقفه به طول انجامید و تأثیرش از نظر اجتماعی و هنری چنان بود که او را به مطرح‌ترین نمایش‌نامه‌نویس اسپانیایی نیمهٔ دوم قرن بیستم مبدل ساخت. او نخستین نمایش‌نامه‌نویسی بود که معتبرترین جایزهٔ ادبی اسپانیایی‌زبان، جایزهٔ سروانتس را در ۱۹۸۶ دریافت کرد. اگر چه توانمندی آثار او را در دور زدن سانسور دوران فرانکو ستوده‌اند، اما عده‌ای از نویسندگان، که عمدتاً به دلیل تندی لحن انتقادی‌شان نتوانستند در اسپانیای فرانکو فعالیت کنند (آلفونسو ساستره، فرناندو آرابال)، بوئرو بایخو و دیگران را متهم به «مماشات» ، «خودسانسوری» و «قلم‌به‌مزدی» کردند. تقابل این دو دیدگاه منجر به ظهور دو دیدگاه در تئاتر دهۀ ۷۰ اسپانیا شد: پوسیبیلیسم (ممکن‌گرایی) و ایمپوسیبیلیسم(غیرممکن‌گرایی).

## زندگی‌نامه
آنتونیو بوئرو بایخو در ۲۹ سپتامبر ۱۹۱۶ در گوآدالاخارا زاده شد. پدرش نظامی بود و در آکادمی مهندسین گوآدالارخارا محاسبات مهندسی آموزش می‌داد. دوران کودکی‌اش در لا آلکارریا گذشت به جز دو سالی که پدرش مأمور به مراکش شد. از همان کودکی در کتابخانهٔ پدری به مطالعه، موسیقی و نقاشی علاقه‌مند شد. از چهار سالگی مشتاق نقاشی شد. پدرش او را به روال عادت به تئاتر می‌برد و او از نه سالگی با تئاتر عروسکیِ کوچکی که داشت اجراهای کودکانه انجام می‌داد. در گوادالاخارا دیپلم گرفت و علاقه به مسائل فلسفی، علمی، و اجتماعی در وی بیدار شد. در ۱۹۳۲ اثری روایی از وی با نام انسان یگانه برندهٔ یک بورس برای دانش‌آموزان دبیرستانی شد. شروع به نوشتنِ اعترافات کرد که بعداً خود آن‌ها را از بین برد. در ۱۹۳۴ با خانواده به مادرید نقل مکان کرد و در آن‌جا در مدرسهٔ هنرهای زیبای سن فرناندو مشغول به تحصیل در تئاتر و ادبیات شد. با شروع جنگ داخلی قصد نام‌نویسی کرد اما پدرش مانع شد. خود پدر به دست جمهوری‌خواهان دستگیر و در ۷ دسامبر ۱۹۳۶ تیرباران شد. آنتونیو در ۱۹۳۷ به اردوی پیاده‌نظام جمهوری‌خواهان پیوست و با نقاشی و نوشته به یاری این جناح پرداخت. در بِنیکاسیم بود که با میگل ارناندس آشنا شد. در پایانِ جنگ، در دفتر مؤسسه بهداشتِ والنسیا دستگیر شد. یک ماه در اردوگاهِ سونِخا بود و سرانجام اجازه دادند به محل اقامتش بر گردد، مشروط بر این که خود را به مقامات معرفی کند. او از این کار امتناع کرد. در سازماندهی مجدد حزب کمونیست مشارکت جست که خود در طول جنگ داخلی به آن پیوسته بود، هر چند که با گذر سالیان از آن فاصله گرفت. در ۱۹۳۹ در ماه می یا ژوئن بازداشت و به همراه تنی چند از همکارانش به جرم «تبانی در شورش» محکوم به اعدام شد. هشت ماه بعد مجازات مرگش به سی سال زندان تنزل یافت. منزل به منزل زندان عوض کرد. در یکی از زندان‌ها از میگل ارناندس پورترهٔ بسیار معروفی کشید و در دیگری در اقدام به یک فرار شرکت جست که بعدها برخی از ابعاد آن در اثرش بنیاد به تصویر درآمده است. در زندان دربارهٔ نقاشی می‌نوشت و از همبندانش پرتره‌ می‌کشید. در اوائل مارس ۱۹۴۶ به شکل مشروط آزاد شد. دیگر نقاشی چنگی برایش جذابیت نااشت لذا برای همیشه نمایشنامه‌نویسی را پیش خود ساخت. در ۱۹۵۹ با هنرپیشه تئاتر ویکتوریا رودریگس ازدواج می‌کند. در ۱۹۶۰ اولین فرزندش، کارلوس، به دنیا می‌آید و یک سال بعد، دومین فرزندش، انریکه.  او در طول پنجاه سال فعالیت خود در این عرصه حدود سی نمایشنامه نوشت. نمایش‌نامه‌هایی از دیگر نویسندگان را بازنگاری کرد و حدود سیصد مقاله در روزنامه‌های مختلف به چاپ رساند. در ۱۹۷۱ بر کرسی شمارهٔ ۱۰ فرهنگستان سلطنتی زبان اسپانیا تکیه زد. در ۱۹۸۶ فرزندش انریکه در یک سانحهٔ رانندگی جان باخت.   بوئرو لاسارو در هزارتو را به او تقدیم کرد. در همین سال جایزهٔ سروانتس را دریافت کرد و در ۱۹۹۶ به جایزهٔ ملی ادبیات اسپانیایی نائل آمد. آنتونیو بوئِرو بایِخو در ۲۹ آوریل سال ۲۰۰۰ میلادی در مادرید، در بیمارستان رامون ای کاخال، در سن ۸۳ سالگی بر اثر سکتهٔ مغزی به درود حیات گفت.

## دیدگاه‌های آنتونیو بوئِرو بایِخو دربارهٔ تئاتر
تئاتر برای بوئِرو بایِخو تلاشی پیگیر برای درک انسان و جهان است. برای او اگر این تلاش ژرفنایی به دست آورد، همانا در چارچوبِ تراژدی صورت می‌گیرد: «تراژدی است که انسان را به درستی می‌آزماید و کلیتِ ابعادِ وی را در اختیارِ ما قرار می‌دهد. فلاکتِ او را، و در ضمن عظمت‌اش را. اگر وضعیتِ تراژیکِ انسان نادیده گرفته شود، جهد برای شناختِ او و پرسشِ صرف دربارهٔ او عملی است ناقص، موهوم و کورکورانه[...]. فقط هنگامی که تفحص دربارهٔ مسائلِ انسانی ابعادی تراژیک داشته باشد، قابل‌اعتماد و متهورانه است.»

### کاتارسیس
بوئِرو بایِخو در آثارش ارادهٔ آزاد را مسلم فرض می‌دارد و کاتارسیس را هدفِ غاییِ آثارِ خود لحاظ می‌کند. او برای این واژه مفهومی بسیار عظیم‌تر از پاک‌سازی یا از بین بردنِ ترس و شفقت در بینندهٔ تراژدی قائل است. از دیدگاهِ وی کاتارسیس تغییر یا ارتقای این عواطف از سطحِ اولیه به سطحِ اخلاقی است. تراژدی‌های خود بوئِرو سعی دارند «بیننده را متحول کنند و این کار را عمیقاً انجام دهند. تا وی را با ظرفیت فردی‌اش- که گاه بسیار محدود است- مقابل سازند تا بدین ترتیب وی صمیمانه با اندوهِ انسانی مأنوس گردد» 
به بیان دیگر بوئِرو بر این باور است که تراژدی آزمایشی است برای شکوه بخشیدن به فرد.

### تقدیر تراژیک
بوئِرو بایِخو بر خلافِ شوپنهاور، بر این اعتقاد است که تقدیرِ تراژیک چیزی غیرمنطقی و باری‌به‌هرجهت نیست بلکه تا حدود زیادی زاییدهٔ خود آدمی است. بوئرو معتقد است که ترس از بوالهوسیِ ظاهریِ خدایان در تئاترِ یونانِ باستان، یا ترس از بی‌معناییِ ظاهری یا پوچی جهان در تئاترِ مدرن، شالودهٔ عقلانی و احساسیِ تراژدی هستند. تراژدی سعی می‌کند نشان دهد که فاجعه پیامدِ اشتباهاتِ انسان و تعدی او از قانونِ اخلاقی است. انسان همواره برای انتخاب آزاد بوده‌است: در تراژدی یونانِ باستان، معابد به جای آن که انتخابِ انسان را تعیین کنند، صرفاً عواقب را نشان می‌دادند. اشباح ایبسن سعی دارد نشان دهد که بیماری فرزند ناشی از زیاده‌روی‌های پدر و بی‌شعوری مادر است؛ بنابراین تراژدی به ریشهٔ رنج و رابطه‌اش با مسئولیت اخلاقی می‌پردازد. نمایش‌نامه‌های بوئرو مسئولیتِ انسانی را موردِ تأکید قرار می‌دهند. آری. جهان محدودیت‌هایی را تحمیل می‌کند، اما در غایت این کوری اخلاقیِ فرد است- خودفریبی یا بی‌میلی در رویارویی با واقعیتِ وضعیت‌اش، و نیز خودخواهی ذاتی‌اش- که وی را از غالب آمدن بر این محدودیات بازمی‌دارد و رنج و اندوه را نصیب‌ش می‌کند.

### خوش‌بینی و بدبینی
بر خلافِ نیچه، بوئرو بایخو بر این باور است که تراژدی کاملاً در تقابل با بدبینی است. رنج و اندوهِ به تصویرکشیده شده در تراژدی الزاماً به معنای بدبینی نیست. همان‌طور که خنده‌دار بودنِ کمدی الزاماً به معنای خوش‌بینی نیست. بوئِرو معتقد است که پایه‌های تراژدی یونان «سُرور» و «امیدِ» موجود در «رستاخیزِ دیونیسوس» بوده‌است. تراژدی مدرن را نیز نمی‌توان بدبینانه لحاظ کرد، حتی اگر نویسندهٔ آن بر این گمان باشد، زیرا پشتِ فلسفهٔ بدبینانه‌اش، «دیونیسوس و رستاخیزِ محتمل- یا حتمی‌اش- قرار دارد، حال با نام‌های مختلفِ دیگر. بدبینی اصیل در نقطهٔ مقابلِ تراژدی قرار دارد. بدبینی همه چیز را نفی می‌کند، اما تراژدی همه گونه ارزشی را محتمل می‌داند» برای بوئِرو بایخو تراژدی معرفِ عملی قهرمانانه است که از طریقِ آن انسان سعی می‌کند اندوه و غصه را درک کند بدون آن که تن به این ایده دهد که اندوه و جهان دیمی و باری به هرجهت است. تراژدی، که با اندوه و رنج جهان را به تصویر می‌کشد، برای کسانی بدبینانهٔ محض است که از رویارویی با مشکلاتِ وجودِ خود حذر دارند. برای کسانی اندوه‌بار و مأیوسانه است که خود حقیقتاً مأیوس هستند.
برای بوئِرو بایخو تئاترِ تجاهل است که محتوایی عمیقاً و ذاتاً بدبینانه دارد- حتی اگر این بدبینی پشتِ خنده و تفریح پنهان شده باشد- زیرا در اجتناب‌اش از واقعیت از معنای زندگی می‌گریزد. از سوی دیگر در تراژدی فقط یک «بدبینی موقتی» وجود دارد، زیرا تراژدی نه تنها روشنایی بلکه تاریکی زندگی را نیز می‌پذیرد و بر مبنای این پذیرش ما را دعوت می‌کند تا به موضعی مثبت در برابرِ مشکلات‌مان دست یابیم. کوته سخن آن که بوئِرو معتقد است تراژدی تنها خوش‌بینی اصیل و ممکن را، که بر پایهٔ حقیقت استوار است، ارزانی می‌دارد.

### امید
بوئِرو بایخو بر این عقیده است که ماهیتِ کلِ تراژدی احتمالاً امید است و این مؤلفه حتی در به اصطلاح ناامیدوارکننده‌ترین شرایط هم همواره حاضر است. این امیدِ تراژیک برای بوئِرو جامع‌الااطراف است. هر چند که به طورِ عمده دو بُعد دارد که هرگز سوای از هم نیستند: امید به یافتنِ راهِ حلی زمینی برای مشکلاتِ انسانی و امید به نوعی نظامِ متعالی در جهان. بوئِرو بایخو، به سانِ میگل د اونامونو، امید را مؤلفه‌ای ثابت در زندگی انسان می‌انگارد. تراژدی وضعیتِ انسان را منعکس می‌کند: ستیزِ جاوید را میانِ ایمان و تردید، که همواره با امید همراه است. آدمی همواره امید می‌بندد. هنگامی که آدمی احساسِ یأس یا احتضار می‌کند، علی‌الظاهر به پشتِ سکهٔ امید می‌پردازد، بدان رویی که بر روشن نگاه داشتنِ شعلهٔ امید در عمقِ قلبِ آدمی اصرار می‌ورزد. بدونِ نور تاریکی هم وجود ندارد؛ بدون خوبی بدی هم وجود ندارد. بنا بر این، بدونِ امید هیچ ناامیدی‌ای یا اضطرابِ وجودی‌ای موجود نیست. از این شدیدتر هنگامی است که انسان ممکن است زندگی را نفی کند، اما باید در نظر داشت که این نفی تلخ‌اش در چارچوبِ امیدِ تحقق‌نایافته و هنوز موجودش صورت می‌گیرد. و علی رغمِ این مسئله انسان-صرفِ نظر از پایداری سمجِ آن دسته از امیدهای نقشِ بر آبش- دست کم به چیزی امید می‌بندد، به یک تغییر.
بوئِرو بایخو کلِ تراژدی‌ها را بین دو حد یا محدوده منظور می‌دارد: تردیدِ مطلق و ایمانِ مطلق. برخی تراژدی‌ها به ملاطفت و هارمونی ختم می‌شوند، برخی دیگر به فاجعه. برخی، نظیرِ سه‌گانهٔ اورِستیا، حاکی از نوعی تأکیدند، برخی دیگر حاکی از نفی. نمایش‌نامه‌های دستهٔ اول به تصدیقی حاکی از ایمان، یعنی به امیدِ تحقق‌یافته بسیار نزدیک‌اند، نمایش‌نامه‌های دستهٔ دوم به نقطهٔ مخالف یعنی تردید. با این حال تراژدی نه می‌تواند به حدِ اول برسد و نه به حدِ دوم. نفی مطلق مانندِ ایمانِ مطلق تراژدی را ضایع خواهد کرد. از یک نقطه به نقطهٔ دیگر تنها یک راه‌باریکه وجود دارد و آن همانا امید است. بوئِرو می‌گوید که تراژدی‌های آیسخولوس آن چنان به نقطهٔ تأکید نزدیک‌اند، که اگر ذره‌ای پیش می‌رفتند از محدوده‌های تراژدی که همواره درجه‌ای از تردید یا اضطراب را پیش‌فرض می‌دارد، به بیرون در می‌غلطیدند. تراژدی‌های اوریپید آن چنان به نقطهٔ تردید نزدیک‌اند که اگر ذره‌ای جلوتر می‌رفتند، به چیزی کاملاً بدبینانه و در نتیجه غیرتراژیک تبدیل می‌شدند. به زعمِ بوئِرو، تراژدی از آغاز تا کنون، از آیسخلوس تا سارتر واگزیستانسیالیست‌ها، همان مسیرِ آیسخلوس را در ایمان و اوریپید را در تردید دنبال می‌کند. بیشترِ تراژدی‌های بوئِرو بایخو جایی میانِ این دو قطب قرار دارند و به شکلی دوپهلو با یک پرسش به پایان می‌رسند.

## آثار
- داستان یک پلکان، ۱۹۴۹ (.نشر نی، ۱۳۸۴)
- کلمات بر ماسه، ۱۹۵۰
- در تاریکی سوزان، ۱۹۵۰
- نساجهٔ رؤیاها، ۱۹۵۲
- نشانه‌ای که انتظارش می‌رود، ۱۹۵۲
- داستان‌واره‌ای از پریان، ۱۹۵۳
- بامداد، ۱۹۵۳
- ایرِنه، یا گنج، ۱۹۵۴
- امروز تعطیل است، ۱۹۵۵
- کارت‌های پشت‌رو، ۱۹۵۷
- یک رؤیابین برای یک ملت، ۱۹۵۸
- ندیمه‌ها، ۱۹۶۰
- کنسرت سن اُبیدیو، ۱۹۶۲
- ماجرایی در گرگ و میش، ۱۹۶۳
- نورگیر (نمایش‌نامه اسپانیایی)، ۱۹۶۷
- داستان دوگانهٔ دکتر والمی، ۱۹۶۸
- رؤیای منطق، ۱۹۷۰
- ورود خدایان، ۱۹۷۱
- بنیاد، ۱۹۷۴
- شلیک، ۱۹۷۷
- قاضیان در شب، ۱۹۷۹
- تمساح، ۱۹۸۱
- گفتگوی سرّی، ۱۹۸۴
- لاسارو در هزارتو، ۱۹۸۶
- موسیقی نزدیک، ۱۹۸۹
- تله‌های تقدیر، ۱۹۹۴
- مأموریت به دهکدهٔ متروک، ۱۹۹۹

## آثار بوئرو بایخو به فارسی
ماجرایی در گرگ و میش
امروز تعطیل است
کارت‌های پشت‌رو
کنسرت سن اُبیدیو
در تاریکی سوزان
- این اثر در یازدهمین دوره کتاب سال دانشجویی به عنوان اثر برگزیدۀ ادبی مورد تقدیر قرار گرفت.[۵]

- این اثر شنبه ۲۸ بهمن ۱۳۹۱ در تالار استاد انتظامی خانه هنرمندان خوانده و در روزهای دوشنبه ۳۰ بهمن و سه شنبه اول اسفندماه در تالار اجتماعات خانه نمایش به کارگردانی سید جواد روشن نمایش‌نامه‌خوانی شد.[۶]

- محمد یعقوبی بر اساس این اثر «بر شانه‌های آنتونیو» را نوشته و کارگردانی کرده است. این نمایش آن‌لاین و پروژۀ پایانی کارگاه بازی‌گری اشک‌ها و لب‌خندها بوده است. طراحی صحنه و لباس این پروژه را آیدا کیخایی به عهده داشته است .[۷]

داستان یک پلکان
- جایزۀ ابن عربی که از سوی سفارت اسپانیا به بهترین ترجمه اعطا می‌شود در سال ۱۳۸۴ به این اثر اعطا شد.[۸]

- این اثر به کارگردانی رضا گوران و با بازی بهناز جعفری ، امیررضا دلاوری ، رامونا شاه ، بهنوش طباطبایی ، گلنوش مؤمنی ، صابر ابر ، مرضیه ازگلی ، مسعود انتظاری و مهدی پاکدل در ۱۳۸۸ در تالار قشقایی به صحنه رفت.[۹]

نورگیر

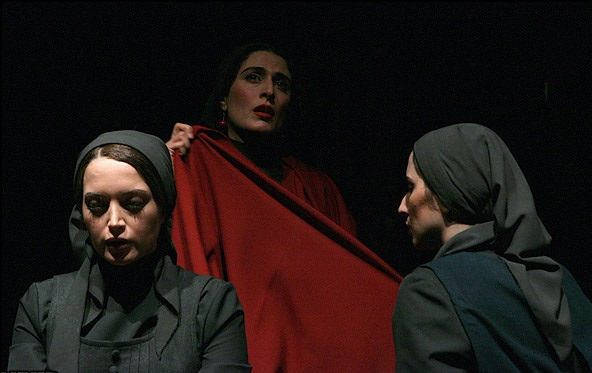
بهناز جعفری و بهنوش طباطبایی در داستان یک پلکان

- این اثر نامزد بیست و نهمین دوره کتاب سال جمهوری اسلامی شد.[۱۰]

- این اثر نامزد برترین‌های ادبیات نمایشی در پنجمین دورۀ برگزاری آن شد.[۱۱]

- این اثر به کارگردانی اشکان خیل‌نژاد در سی‌امین جشنواره تئاتر فجر، با بازی نوید محمدزاده (در نقش بیسنته)، پوریا رحیمی  سام (در نقش ماریو)، هوشنگ قوانلو (در نقش پدر)، ناهید مسلمی (در نقش مادر) و معصومه رحمانی (در نقش انکارنا) در ۱۳۹۰ به صحنه رفت.[۱۲] اما پس از گرفتن مجوز برای اکران عمومی به دلیل «تلخ و سیاه‌نما» بودن از جدول تئاتر شهر پایین کشیده شد.[۱۳]

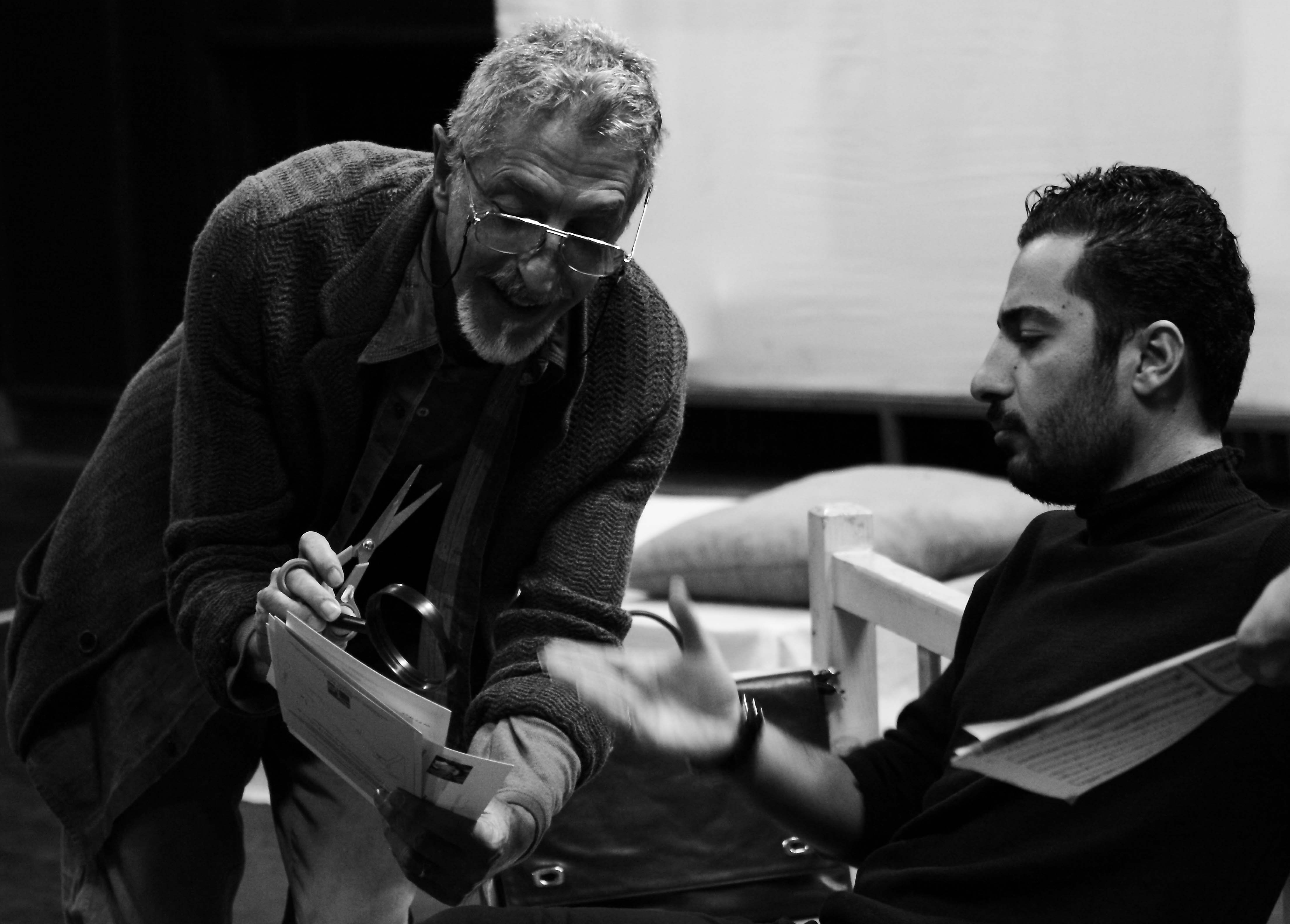
نوید محمدزاده (بیسنته)، هوشنگ قانولو (پدر) در اجرای ایرانی نورگیر

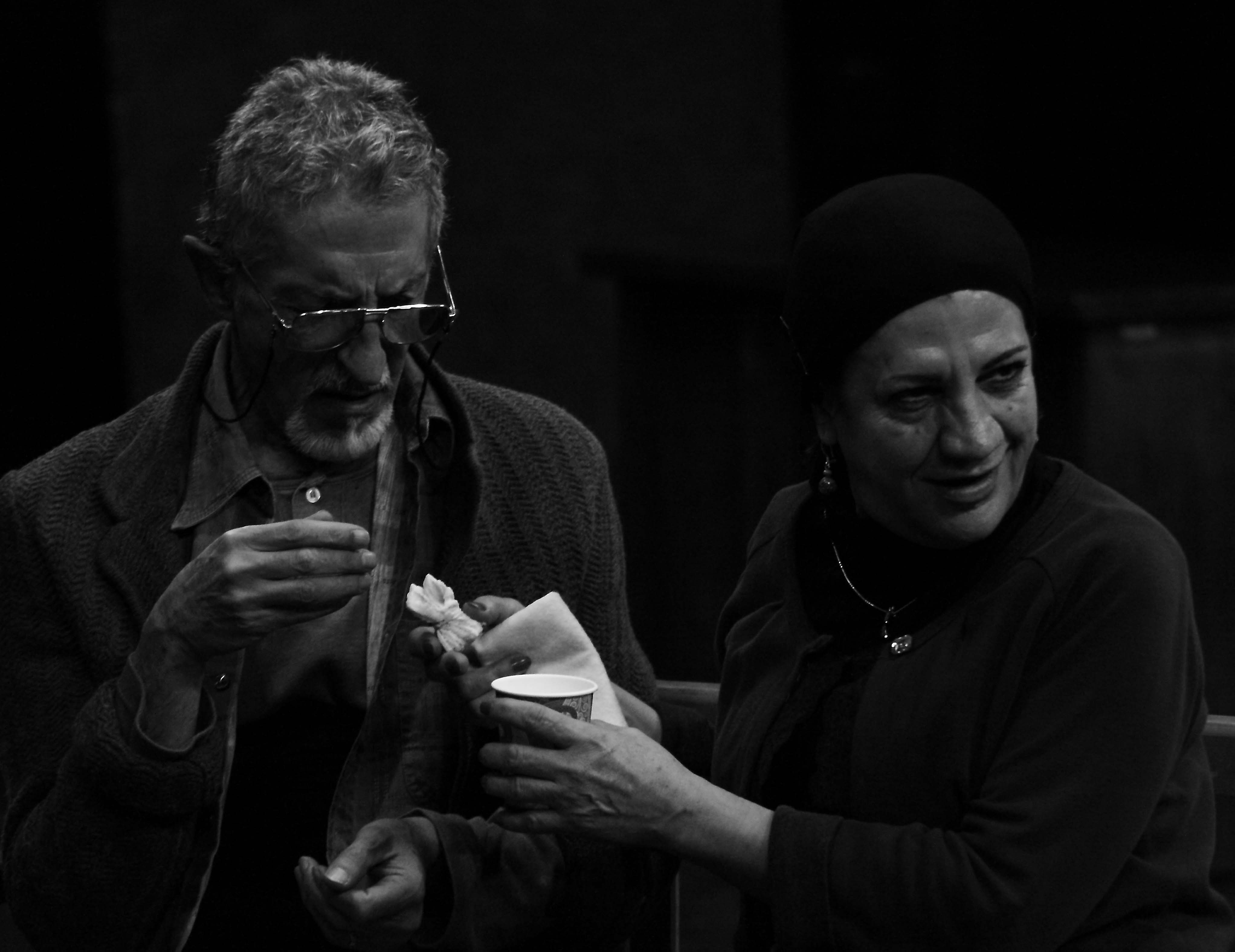
ناهید مسلمی (مادر)، هوشنگ قوانلو (پدر) در اجرای نورگیر

- ترجمۀ دیگری از این اثر با نام پنجرۀ زیرزمین منتشر شده است.[۱۴]